# هارولد فونسيكا
هارولد فونسيكا (بالإسبانية: Harold Fonseca)‏ (8 أكتوبر 1993 هندوراس - ) هو لاعب كرة قدم هندوراسي.

## روابط خارجية
- هارولد فونسيكا على موقع قاعدة بيانات كرة القدم.إي يو (الإنجليزية)
- هارولد فونسيكا على موقع ناشيونال فوتبول تيمز (الإنجليزية)
- هارولد فونسيكا على موقع Soccerway.com (الإنجليزية)
- هارولد فونسيكا على موقع عالم كرة القدم.نت (الإنجليزية)
- هارولد فونسيكا على موقع أوليمبيديا (الإنجليزية)